# Kubinka
Kubinka (ru. Ку́бинка) este un oraș din Regiunea Moscova, Federația Rusă și are o populație de 26.158 locuitori. Aici se află Muzeul Blindatelor.